# Bataille de Saint-Eustache
Rébellion des Patriotes
Batailles
Saint-Denis – Saint-Charles – Saint-Eustache – Beauharnois – Baker's farm – Lacolle – Odelltown
La bataille de Saint-Eustache est une bataille armée ayant eu lieu le 14 décembre 1837 à Saint-Eustache, au Bas-Canada, dans le cadre de la rébellion des Patriotes. Elle oppose les miliciens patriotes aux militaires et miliciens des troupes gouvernementales et est remportée par ces dernières. La région au nord de Montréal, où s'est déroulée l'affrontement, était connue comme un foyer du ressentiment contre l'absolutisme britannique. 

## Origine
Situé au bord de la rivière des Mille Îles, le village de Saint-Eustache est le centre d'activités socio-économiques de la seigneurie des Mille-Îles à l'aube des événements de 1837. Au nord-ouest de Montréal, il est le chef-lieu de la troisième région en importance au Bas-Canada par sa population et n'a pas connu de problème économique grave dans les années 1830. Plusieurs des chefs de la rébellion demeurent dans les environs, dont Jean-Joseph Girouard, William Henry Scott, Amury Girod, Jean-Olivier Chénier, Jean-Baptiste Dumouchelle, Luc-Hyacinthe Masson et Étienne Chartier. L'agitation y est donc très forte contre l'autoritarisme du gouvernement britannique.
John Colborne, commandant en chef des forces armées britanniques dans les colonies du Haut et du Bas-Canada, veut éliminer les centres de résistance lorsque les événements de 1837 éclatent. Le gouvernement décrète la loi martiale dans le district de Montréal le 5 décembre. Selon les informations qui circulent, la région de Saint-Eustache organise une rébellion et pose un grand risque. Colborne décide donc d'envoyer des troupes, depuis Montréal, le 13 décembre. 

## Commandement et effectifs

### Patriotes
La milice patriote est dirigée par le général Amury Girod, secondé par le colonel Jean-Olivier Chénier. Parmi les combattants notables, on compte également le chevalier de Lorimier, Jean-Baptiste Dumouchelle et Luc-Hyacinthe Masson.  

### Loyaux
Les troupes loyales au gouvernement sont dirigées par le général John Colborne et sont divisées en deux brigades : 
- 1re Brigade, sous le commandement du colonel John Maitland, comportant 1 200 militaires et 52 miliciens volontaires : 
  - 32e Régiment, dirigé par le major Henry Reid ;
  - 83e Régiment, dirigé par le capitaine Joseph Swinburne ;
  - Royal Montreal Cavalry, dirigée par le major Eleazar David (en).
- 2e Brigade, sous le commandement du colonel George Augustus Wetherall (vainqueur à la bataille de Saint-Charles le 25 novembre précédent), comportant 78 militaires et 181 miliciens volontaires : 
  - Royal Artillery, dirigée par le major Richard Downes Jackson (en) ;
  - Montreal Rifles Corps, dirigé par le capitaine Pierre-Édouard Leclère ;
  - Queen's Light Dragoons, dirigés par le capitaine Thomas Walter Jones ;
  - Corps des volontaires loyaux de Saint-Eustache, dirigé par le capitaine Maximilien Globensky.

Parmi les combattants notables, on compte également Augustus Gugy, qui fut blessé. 

## Déroulement

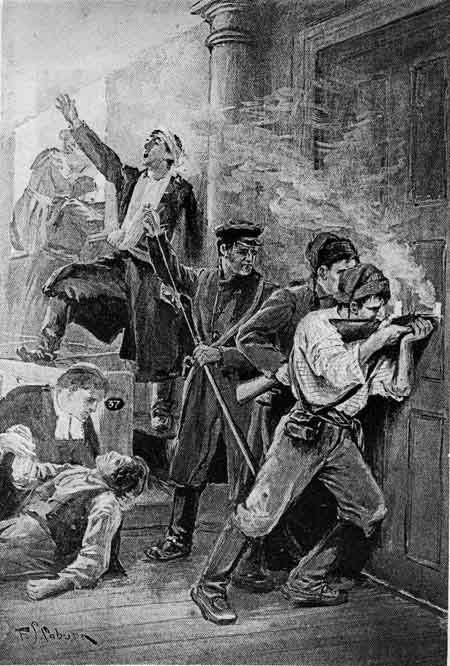
Les défenseurs Patriotes réfugiés dans l'église de Saint-Eustache le 14 décembre 1837.

Les troupes du général John Colborne traversent la rivière des Mille Îles pour atteindre la rive Nord à la hauteur de Sainte-Rose, sur l'île Jésus. 
Dès 11 h 15, le tocsin sonne quand les volontaires de la troupe sont aperçus. Le colonel Jean-Olivier Chénier se rue à leur rencontre avec 150 à 300 rebelles, mais les tirs des troupes régulières les forcent à se replier. Les patriotes se retranchent dans le couvent, le presbytère, l'église de Saint-Eustache et le manoir seigneurial. Le général Amury Girod quitte le champ de bataille au début de l'affrontement, prétendant ramener des renforts de Saint-Benoît. Suspecté de trahison, des patriotes le poursuivirent. Trois jours plus tard, Girod se suicide.  
Le village est rapidement encerclé et pendant une heure l'artillerie bombarde les bâtiments contenant les insurgés sans grand effet. Le général Colborne tente de pulvériser la porte de l'église avec un obusier, mais le feu nourri des défenseurs fait reculer les servants de la pièce. Graduellement, le presbytère et les autres refuges tombent les uns après les autres. L'église est toujours debout et devient la cible des tirs britanniques. 
Chénier, devenu commandant des rebelles, y résiste avec environ 60 hommes, mais un groupe de soldats réussit à s'infiltrer dans la sacristie à l'arrière du bâtiment. Ceux-ci mettent le feu qui s'étend rapidement. Les rebelles se trouvent surtout aux jubés et doivent sauter par les fenêtres pour échapper aux flammes, car les escaliers avaient été démolis pour empêcher les troupes britanniques de pouvoir les atteindre. Les hommes sont ainsi exposés au tir ennemi et plusieurs sont blessés ou tués. Chénier essaie de fuir, mais il est tué dans sa tentative, prononçant Souvenez-vous de Weir !, une référence à George Weir.

## Épilogue
La bataille a duré plus de quatre heures et se termine avec la défaite des patriotes. On compte 70 morts chez les rebelles, une quinzaine de blessés et 120 prisonniers. Les Britanniques ont un mort et huit blessés, dont deux mourront plus tard. Les troupes, mais surtout les volontaires loyaux, brûlent 65 des 150 maisons du village et se livrent au pillage.

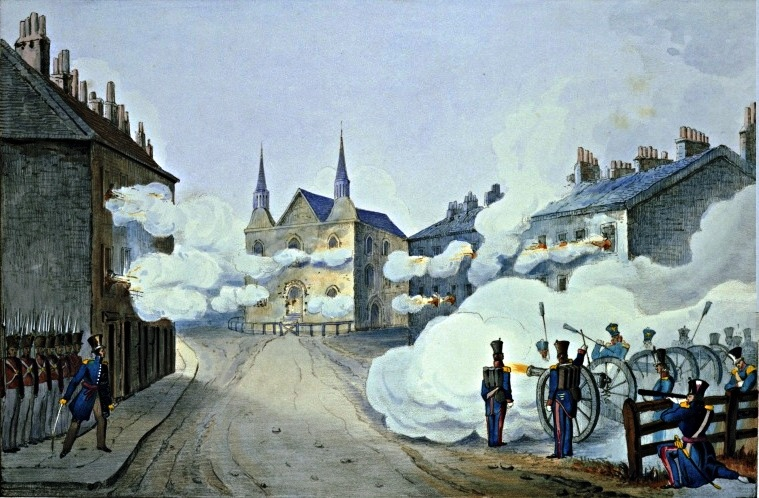
Vue de la façade de l'église de Saint-Eustache occupée par les insurgés.
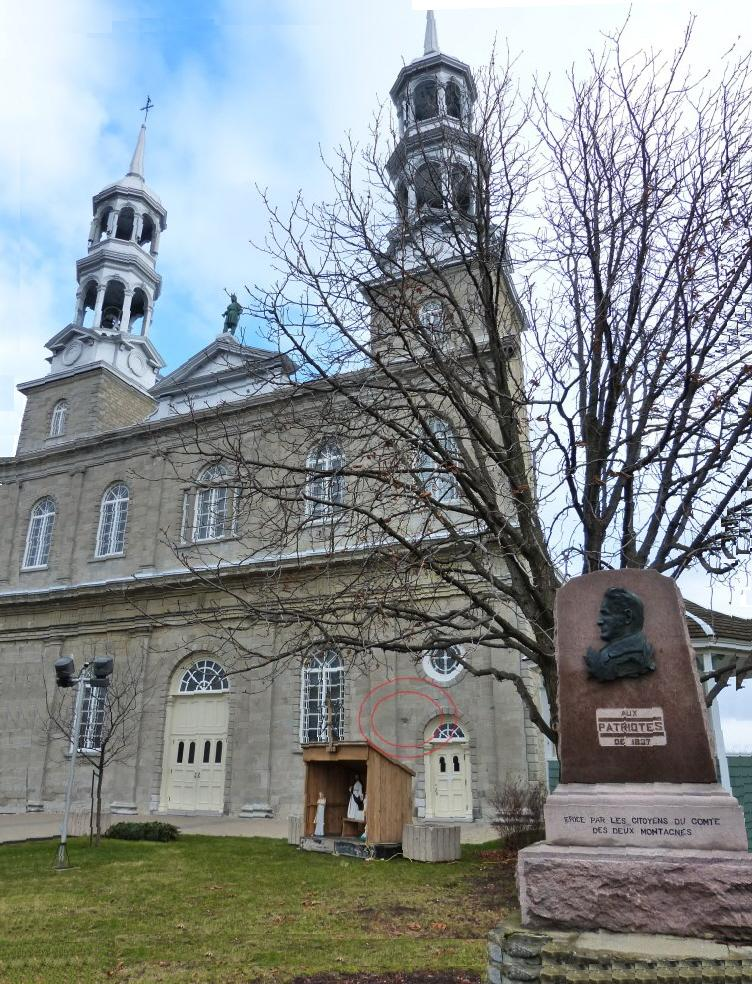
Façade avec les dommages.
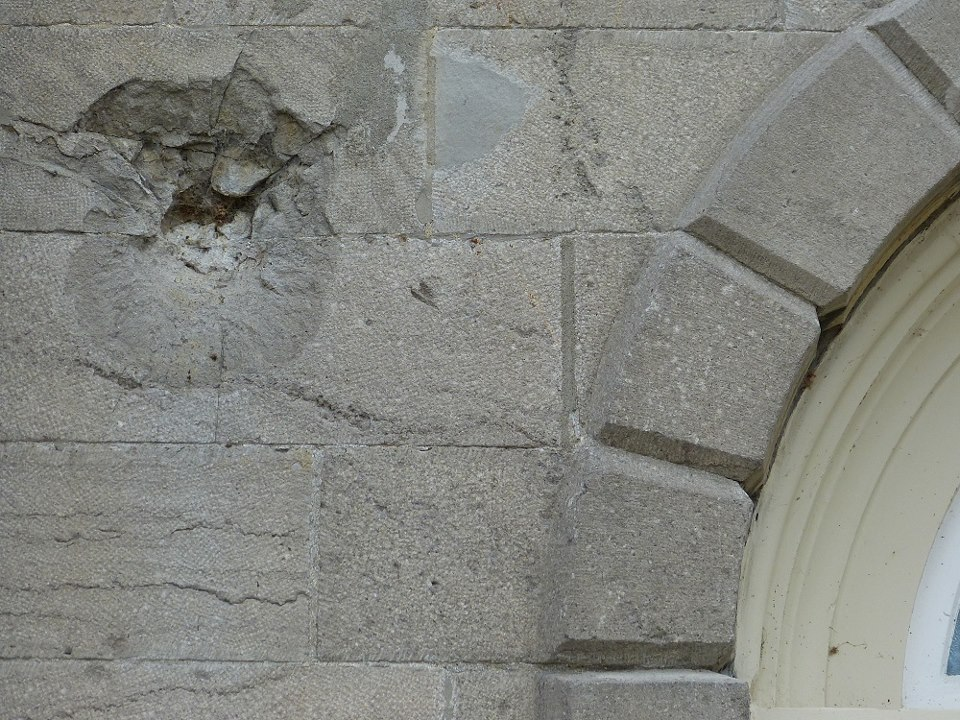
Détail des dommages.